# Sparven om julmorgonen
Sparven om julmorgonen är en dikt skriven av den finlandssvenska Zacharias Topelius år 1859. I dikten kan tolkas Topelius egen sorg: hans son Rafael dog vid en ålder av bara ett år föregående vår.
Under de första decennierna komponerades flera sånger med dikten som grund, men bara en har förblivit välkänd, Otto Kotilainens, som utgavs år 1913. Sången är en julsång i Finland. Den har översatts till finska, som Varpunen jouluaamuna, av Konrad Alexis Hougberg.

## Text
| Svenska 1859 Zacharias Topelius | Finska 1874 Konrad Alexis Hougberg |
| --- | --- |
| 1. Nu så föll den vita snö, föll på björk och lindar, frusen är den klara sjö, väntar vårens vindar. Liten sparv, fattig sparv, ätit upp sitt sommararv. Frusen är den klara sjö, väntar vårens vindar.       | 1. Lumi on jo peittänyt kukat laaksosessa, järven aalto jäätynyt talvipakkasessa. Varpunen pienoinen, syönyt kesäeinehen. Järven aalto jäätynyt talvipakkasessa.         |
| 2. Vid den gröna stugans dörr stod en liten flicka: – Sparvelilla, kom som förr, kom ett korn att picka! Nu är jul i vart skjul, sparvelilla, grå och ful. Sparvelilla, kom som förr, kom ett korn att picka! | 2. Pienen pirtin portailla oli tyttökulta: – Tule, varpu, riemulla, ota siemen multa! Joulu on, koditon varpuseni onneton, tule tänne riemulla, ota siemen multa!        |
| 3. Sparven flög till flickans fot, flög på glada vingar: – Gärna tar jag kornet mot, kornet som du bringar. Gud skall än löna den, som är här de armas vän. Gärna tar jag kornet mot, kornet som du bringar.  | 3. Tytön luo nyt riemuiten lensi varpukulta: – Kiitollisna siemenen otan kyllä sulta. Palkita Jumala tahtoo kerran sinua. Kiitollisna siemenen otan kyllä sulta!         |
| 4. – Jag är icke den du tror, ty ditt öga tåras. Jag är ju din lilla bror, som dog bort i våras. När du bjöd glad ditt bröd åt den fattige i nöd, bjöd du åt din lilla bror, som dog bort i våras.            | 4. – En mä ole, lapseni, lintu tästä maasta, olen pieni veljesi, tulin taivahasta. Siemenen pienoisen, jonka annoit köyhällen, pieni sai sun veljesi enkeleitten maasta. |